# Éditions techniques pour l'automobile et l'industrie
E.T.A.I est une maison d'édition historique de beaux livres et de revues techniques automobile.

## Description
E.T.A.I est le premier éditeur français de l'information technique et de beaux livres à destination des passionnés et des nostalgiques ainsi qu'aux professionnels de l'automobile. Il est connu pour ses Revues Techniques Automobiles (RTA), ses Revues Techniques Motos (RTM) et ses ouvrages sur la thématique du transport telle que l'automobile, l'automobile ancienne, le sport automobile, la moto et les cyclomoteurs, les camions, les véhicules tout-terrain, l'aviation et la conquête spatiale, les bateaux, les véhicules militaires, l'industrie, ainsi que des livres d'entreprises. Les ouvrages retracent notamment l'histoire de la création d'un véhicule, les anecdotes qui ont contribué à construire la légende, les histoires de grandes entreprises. Sont également réalisés par E.T.A.I des livres pour découvrir le cœur des métiers de la sécurité et de la défense (gendarmerie, police, pompiers, douaniers, sécurité civile, armées, etc.), les miniatures et les jouets.
E.T.A.I publie également des ouvrages sous la marque Du May sur des sujets divers tels que les montres, les voyages et les découvertes, la musique, les collections d'objets. Au total, E.T.A.I sort chaque année une centaine de nouveautés dans le secteur du livre.
Par ailleurs, E.T.A.I a une offre multimédia composée de trois gammes de produit (les méthodes de réparation, le chiffrage et les catalogues de pièces après-vente) commercialisées sous forme d’abonnement avec mise à jour régulière, chaque produit étant accessible via une plate-forme web ou un cédérom.

## Historique
E.T.A.I a été rachetée par le groupe Infopro Digital en 2002. Cette intégration a fait prendre un tournant à E.T.A.I qui propose depuis lors de nombreuses offres numériques
Historiquement, les éditions E.T.A.I avaient leur siège au 20 rue de la Saussière à Boulogne-Billancourt durant de nombreuses décennies, mais depuis le début des années 2010, l'entreprise a déménagé dans ses nouveaux locaux au 10 place du Général-de-Gaulle à Antony où elle a rejoint les autres entités du groupe Infopro Digital.
Le principal concurrent d'E.T.A.I se trouve à l'échelon européen avec les éditions Haynes en Angleterre. Le 13 février 2020, Infopro Digital annonce son intention de racheter son concurrent d’outre-Manche, connu pour ses fameux Manuels Haynes. L’éditeur anglais rejoindrait E.T.A.I au sein du groupe français. 
En juin 2020, Infopro digital obtient le feu vert des autorités britanniques pour le rachat de Haynes Publishing Group, société cotée à Londres. Son président Christophe Czajka devrait mettre 130 millions d’euros sur la table pour cette acquisition.
Le 13 janvier 2022, le groupe de Presse et d'Éditions Sophia Communications de Gilles Gramat et Thierry Verret reprend la division « Beaux livres » des Éditions ETAI qui réalise un chiffre d'affaires annuel de 2,5 à 3 millions d'euros et qui sera désormais éditée par leur filiale Sophia Communications dépendante de Babylone Groupe,.